# THE FINAL
「THE FINAL」（ファイナル）は、日本のバンドDir en greyのメジャー16枚目のシングル。

## 概要
- アルバム『VULGAR』発売後のツアー、「TOUR03 OVER THE VULGAR SHUDDER」のファイナル公演で初披露された楽曲である。
- タイトルの「FINAL=最後」というような意味合いから、発表当初このシングルを最後に解散するのではないかと噂されたことがある[1]。タイトルそのものはあくまで楽曲から連想されたものであって、実際のところはファンの深読みによる誤解であったが、この件に関して「これで解散だったら、まじベタすぎでしょ(笑)」と当時雑誌『ザッピィ』のインタビュー内で語っている。
- 当時は『VULGAR』というアルバムからの次の展開をどうすべきかを試行錯誤していた時期でもあったようで、持ち寄った楽曲の中から「新しさ」を感じさせるものとしてこの曲に決定した。
- CDジャケットはややグロテスクである。歌詞カードの中には、ジャケットの幾つかの候補パターンのような図柄を見ることもできる。
- タイトルの「THE」は読まない。
- 海外での人気も高く、海外ツアーではほぼ毎回演奏されている。

## 収録曲
1. THE FINAL
（作詞:京 作曲・編曲:Dir en grey）
原曲者は薫。詞は自殺未遂のようなテーマであるものの、実のところ京自身の「核となるもの」であり、半生を描いたもの、といっても過言ではないらしい。タイトルやストーリーを見れば終わるという意味になるが、裏を返せば次には何かがある、何か始まるという意味も持たせており、決して分かりやすい前向きな部分はないが、ネガティブ一色のものでもないと語っており、彼はこの当時、「色々な人の痛みを歌っていきたい」とも語っている[2]
後に2013年リリースのミニアルバム『THE UNRAVELING』に再構築されたバージョンが収録されている。
2. INCREASE BLUE [LIVE]
（作詞:京 作曲・編曲:Dir en grey）
3. RED...[em] [LIVE]
（作曲・編曲:Dir en grey）
4. THE IIID EMPIRE [LIVE]
（作曲・編曲:Dir en grey）

- Live take at OSAKA KOUSEINENKIN KAIKAN Oct. 26, 2003
2003年10月26日に大阪厚生年金会館で行なわれたライブを収録したもの。